# Summer Glau
Summer Lyn Glau (San Antonio (Texas), 24 juli 1981) is een Amerikaans actrice.

## Biografie
Glau was eigenlijk een ballerina en studeerde tango en flamenco. Ze verhuisde vervolgens naar Los Angeles in 2002 en verscheen in verscheidene reclamespots.
Haar eerste echte verschijning in een televisieserie kwam niet veel later, toen ze nog in hetzelfde jaar in een aflevering van Angel te zien was. Hier werd ze ontdekt door Joss Whedon, die haar de rol van River Tam in het kortlopende sciencefictiontelevisieprogramma Firefly gaf.
Voordat ze terugkwam als River in de film Serenity, had ze eerst gastrollen in de televisieseries Cold Case en CSI: Crime Scene Investigation. Ook had ze een kleine rol in de tienerfilm Sleepover, die uitgebracht werd in 2004.
In 2005 kreeg Glau opnieuw een rol in een sciencefictionserie, toen ze de terugkerende rol van Tess Doerner in The 4400 kreeg. Hierna kreeg ze de hoofdrol in de sciencefictionfilm voor televisie Mammoth (2006) en speelde ze de zus van een tiener met bovennatuurlijke krachten in de horrorfilm The Initiation of Sarah (2006).
Glau kreeg in 2006 een terugkerende rol in de actiedrama The Unit en was van 2008 tot 2009 te zien in de sciencefictionserie The Sarah Connor Chronicles. Hierin speelde zij een cyborg uit de toekomst die door John Connor terug in de tijd is gestuurd.
In 2009 speelde ze een terugkerende rol in Dollhouse, eveneens een serie van Joss Whedon.
In het najaar van 2010 was Glau in Amerika te zien in de nieuwe serie The Cape.

## Filmografie
- 2002: Angel - Prima Ballerina (1 aflevering)
- 2002-2003: Firefly - River Tam (14 afleveringen)
- 2003: Cold Case - Paige Pratt (1 aflevering)
- 2004: Sleepover - Shelly
- 2004: CSI: Crime Scene Investigation - Mandy Cooper (1 aflevering)
- 2005: Serenity - River Tam
- 2006: Mammoth - Jack
- 2006: The Initiation of Sarah - Lindsey Goodwin
- 2006-2007: The Unit - Crystal Burns (7 afleveringen)
- 2005-2007: The 4400 - Tess Doerner (5 afleveringen)
- 2008-2009: The Sarah Connor Chronicles - Cameron (31 afleveringen)
- 2009: The Big Bang Theory - Summer Glau (1 aflevering)
- 2009: Dollhouse - Bennett Halverson (4 afleveringen)
- 2010: Deadly Honeymoon - Lindsey Ross Forrest
- 2010: The Cape - Orwell
- 2010: Chuck - Greta (1 aflevering)
- 2011: Alphas - Skylar (1 aflevering)
- 2012: Knights of Badassdom -Gwen
- 2013-2014: Arrow - Isabel Rochev (9 afleveringen)

- Biblioteca Nacional de España: XX5409875
- Bibliothèque nationale de France: cb16204419t (data)
- Catàleg d'autoritats de noms i títols de Catalunya: 981058516451806706
- Gemeinsame Normdatei: 1081469668
- International Standard Name Identifier: 0000 0000 7915 0036
- Library of Congress Control Number: no2006004012
- Virtual International Authority File: 120769746
- WorldCat: E39PBJrCbC9D8VxHM8tWVdW7HC